# Гейджино
Гейджи́но (англ. gaugino від англ. gauge — калібрування і -ino) — гіпотетичні частинки, передбачені теорією калібрувальної інваріантності і теорією суперсиметрії, суперпартнери калібрувальних бозонів. Всі гейджино є ферміонами.
У мінімальному суперсиметричному розширенні Стандартної Моделі список гейджино виглядає так:
- глюїно — суперпартнер глюона, тому воно несе колірний заряд;
- вино — суперпартнер W-бозона;
- біно — суперпартнер каліброваного бозона, відповідного слабкому гіперзаряду. Змішування цієї частки з одним з гейджіно, відповідним слабкому ізоспіном, дає Фотину або Зіно (див. Далі).
- зіно — суперпартнер Z-бозона
- фотино — суперпартнер фотона. Має спин 1/2. Передбачений теорією суперструн.
- хіггсино — суперпартнер бозона Хіггса.

В теорії супергравітації суперпартнером гравітона є гравітино.
Гейджино змішуються з хіггсіно (суперпартнерамі бозона Хіггса), утворюючи лінійні комбінації, звані нейтраліно (нейтральні) і чарджіно (заряджені). У багатьох моделях, які передбачають збереження R-парності, найлегше нейтраліно стабільне і може бути кандидатом на роль важких слабовзаємодіючих частинок (вімпів), що становлять приховану масу.